# Neuville-Coppegueule
Neuville-Coppegueule is een gemeente in het Franse departement Somme (regio Hauts-de-France) en telt 535 inwoners (1999). De plaats maakt deel uit van het arrondissement Amiens.

## Geografie
De oppervlakte van Neuville-Coppegueule bedraagt 8,6 km², de bevolkingsdichtheid is 62,2 inwoners per km².
De onderstaande kaart toont de ligging van Neuville-Coppegueule met de belangrijkste infrastructuur en aangrenzende gemeenten.

## Demografie
Onderstaande figuur toont het verloop van het inwonertal (bron: INSEE-tellingen).